# 対気速度
対気速度（たいきそくど、英: Airspeed）とは、航空機と大気（空気）との相対速度である。航空機は地面から離れ大気中を航行する。そのため航空機の速度は大気との相対速度である対気速度を計測している。
対気速度の対義語は対地速度であり、対地速度とは航空機と地表面に対する相対的な水平速度である。

## 対気速度測定の原理

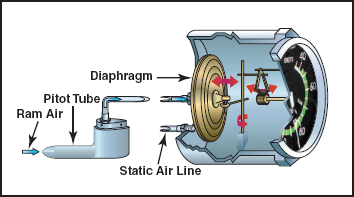
対気速度計の構造

一般的に対気速度はピトー管と静圧孔の圧力を計測することにより測定される。ピトー管により測定される全圧をPt 、静圧孔から測定される静圧をPs 、空気密度を ρ 、対気速度を v とする時、ベルヌーイの定理：
{\displaystyle P_{\mathrm {t} }={\frac {1}{2}}\rho v^{2}+P_{\mathrm {s} }}
を変形して
{\displaystyle v={\sqrt {\frac {2(P_{\mathrm {t} }-P_{\mathrm {s} })}{\rho }}}}
が得られ、全圧と静圧の差（即ち動圧）から対気速度を得られることがわかる。

## 対気速度の種類

### 指示対気速度（IAS）
全圧と静圧の差から対気速度を得られるとはいうものの、残る要素の空気密度を直接的に測ることはできない。空気密度は高度や温度によって変化し一定ではない。そこで、真の速度とは異なるものの、便宜的に標準大気における平均海面上の空気密度の値をそのまま使って計器（対気速度計）上に表示する方法が考え出された。このようにして示される速度を指示対気速度（Indicated AirSpeed ; IAS）と呼ぶ。

### 較正対気速度（CAS）
IASで気をつけなければいけないのは、PtもPsも測定したそのままの圧力値であって、取り付け位置および機体姿勢の変化によって生じる誤差（あわせて「位置誤差」と呼ぶ）や計器自体の誤差（計器誤差と呼ぶ）は一切修正されていないことである。そうした位置誤差と計器誤差を補正して得られるものを較正対気速度（Calibrated AirSpeed ; CAS）と呼ぶ。

### 等価対気速度（EAS）
低速、低高度においてはCASでも大きな問題にはならないが、高速、高高度になってくると、空気圧縮による誤差も無視できない。この圧縮性誤差も補正した速度を等価対気速度（Equivalent AirSpeed ; EAS）と呼ぶ。

### 真対気速度（TAS）
EASに対して空気密度の補正を加えたもの、つまり最終的な補正を行った真の速度を真対気速度（True AirSpeed ; TAS）という。もし、風がなければTASがそのまま地上に対しての速度となる。

### マックナンバー（マッハ数)
また、対気速度を音速の倍数で表した数値をマッハ数またはマックナンバーと呼ぶ。マックナンバーは前述の一般的な速度計とは異なる方法で測定している。詳しくは「マッハ数」、「マッハメーター」を参照すること。

## 対気速度の使い分け

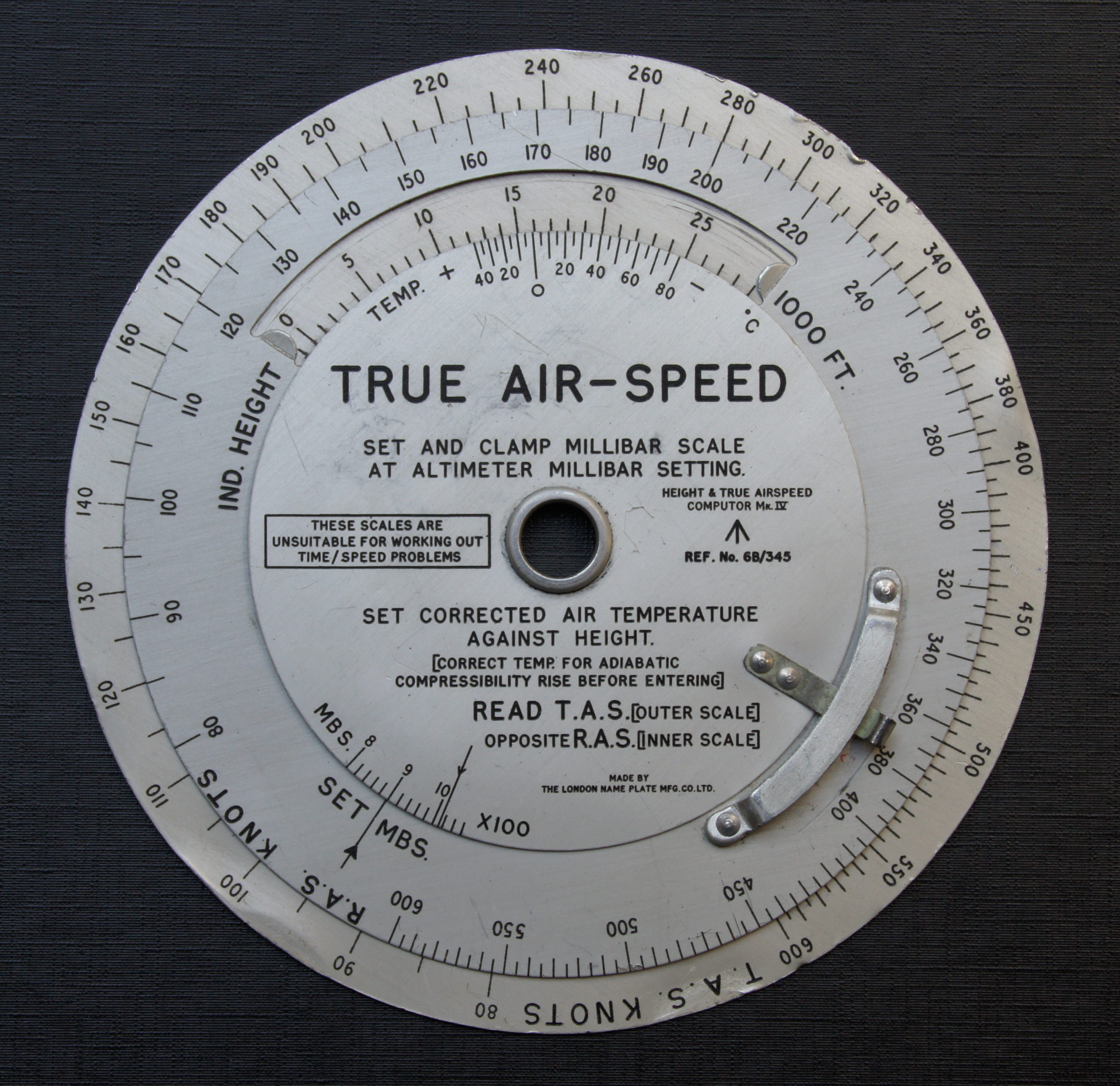
速度計算に特化されたフライトコンピューター

航法上の問題を別にすれば、航空機の飛行性能で重要なことは最終的に動圧である。空気密度が小さい時はその分速度が十分でなければ、必要な動圧は得られない。しかし、標準大気における平均海面上の空気密度の値を使って表した誤差のないEASを使えば、どのような空気密度であっても操縦性能上同じ速度で扱える。したがって性能計算においてはEASが用いられる。例えば、ある飛行機の失速速度が標準大気の海面上100ノットEASであったとすると、どのような高度、温度であっても失速速度は常に100ノットEASである。
空気圧縮を無視できる低速、低高度ではほぼEAS=CASと考えてよい。
小型機においては速度も小さいことから、IASの持つ誤差も大して数値的に大きくならないので、そのままIAS=CASとみなして操縦上の速度に使用する。補正計算を素早くできるように速度計算に特化されたフライトコンピューター（航法計算盤）も存在する。
しかし、ある程度速度が大きい航空機になると、全くそのままのIASでは誤差が問題となるため、エア・データ・コンピュータまたはそれと同等の機能を含んだ装置により、位置誤差や計器誤差を予測計算して補正した値が速度計に表示されるようになっている。これでも完全に位置誤差がなくなるわけではないが、ほぼCASに等しい速度である。この速度を機種によってはComputed AirSpeedと呼ぶこともあるが、特別な名称を用いずに単にIASと呼ぶ場合も多い。
マックナンバーは圧縮性の影響力を表している数値であるため、圧縮誤差を無視できない高高度ではマックナンバーを操縦に使用する。
航空法や標準計器出発方式・標準計器到着方式等で指定される速度制限、航空交通管制による速度指示・速度調整等はすべてIAS（高高度ではマックナンバー）によって行われる。
一方操縦性能上の問題とは別に、航空機が実際に移動する速度が問題となる航法（ナビゲーション）ではTASを使用する。標準大気の海面上であればTAS=EASであるが、それ以外の場合には空気密度の補正を行う。TASを求めるには気圧高度と温度からフライトコンピューター（航法計算盤）を用いて算出するが、前述のエア・データ・コンピュータは内部でその計算を行い、TAS計またはそれに相当する統合計器の箇所に表示する。そして、TASに風の影響を考慮して算出すれば対地速度を得ることができる。